# Беганьский, Лукаш
Лукаш Беганьский (пол. Łukasz Biegański; 18 октября 1755, Млыновцы — 6 июня 1839, Варшава) — польский, французский и русский генерал.

## Биография
С 1774 служил в польской армии, с 1782 прапорщик. В 1794 году в звании майора участвовал в Восстании Костюшко, был адъютантом польского главнокомандующего, после поражения в битве под Мацеёвицами вместе с Костюшко попал в русский плен. В дальнейшем долгое время не служил. Однако, после того, как Наполеоном было создано Великое герцогство Варшавское (1807), в звании полковника поступил на службу в польскую армию, союзную французской. В 1808 году был повышен до бригадного генерала. В следующем году командовал бригадой в ходе войны Варшавского герцогства с Австрией.
В составе V (Польского) армейского корпуса Великой армии Наполеона принял участие в походе на Россию в 1812 году. В Бородинском сражении командовал 1-й бригадой в составе пехотной дивизии генерала Княжевича в составе польского корпуса.
При отступлении французских войск из России был назначен комендантом Варшавы. В 1813 году, после капитуляции Варшавы, попал в плен. В дальнейшем служил в армии Царства Польского, входившего в состав Российской империи. 3 сентября 1826 года произведен в генерал-лейтенанты. Занимал различные военно-административные должности. По поводу участия Беганьского в Польском восстании 1830 года существует неясность, однако, скорее всего, он предпочёл остаться в стороне. В 1831 году официально вышел в отставку, проживал в Варшаве.
Был награждён орденами Святой Анны 2-й (14 апреля 1818 года) и 1-й степени (12 мая 1829 года), а также Польским знаком отличия за военное достоинство.
Скончался в Варшаве в 1839 году и был похоронен на кладбище Старые Повонзки (могила сохранилась).